# مرنرع دوم
مرنرع دوم فرعونی در دودمان ششم مصر بود که برای مدت کوتاهی پس از پپی دوم پادشاهی کرد. پپی پدر او بود که برای مدت بسیار زیادی فرمانروایی کرد و در هنگام مرگ عمری برابر با ۱۰۰ سال داشت.
فهرست پادشاهان تورین می‌گوید که مرنرع تنها برای یک سال فرمانروایی کرد. نام او همچنین در ستونی سنگی که در نزدیکی هرم مادرش نیث پیدا شده، دیده می‌شود.
مدت‌ها گمان بر این می‌رفت که جانشین او نیتوکریس بوده باشد؛ کسی که هم خواهر و هم همسر او بوده‌است. امروزه باور بر این است که این نام با نام فرعونی مذکر به نام نیتی‌کرتی سیپتاه اشتباه گرفته می‌شده. طبق نوشته‌های هرودوت، او در توطئه‌ای به قتل رسید و بعدها انتقامش توسط خواهرش نیتوکریس گرفته شد.

## آرامگاه
آرامگاه این فرعون تاکنون پیدا نشده‌است، با این حال به نظر میاید که در جنوب سقاره باشد چرا که دیگر پادشاهان دودمان ششم نیز در آن منطقه به خاک سپرده شده‌اند.

## یادداشت ها
1. ↑  2194 BC,[۱]  2184 BC,[۲][۳][۴] 2180 BC,[۵] 2152 BC[۶]